# スティックセニョール
スティックセニョール（英語: Broccolini）とは、株式会社サカタのタネが育種して作出し販売する野菜である。中国野菜のカイランとブロッコリーから作られた野菜で、花蕾がスティック状（棒状）に出ていて、茎も花蕾も食べられ、別名として「茎ブロッコリー」、「スティックブロッコリー」とも呼ばれる。

## 概要
スティックセニョールはブロッコリーに似た緑黄色野菜で、ブロッコリーより花が大きく、食用部となる花序は小さく、茎が細長い。F1品種であるが、一方の親はブロッコリーで、もう一方の親はブロッコリーとカイランとの雑種である。従来のブロッコリーに比べ早生で耐暑性に優れるのが大きな特徴である。主な調理法には茹でる、蒸す、炒める、ソテーなどがある。ブロッコリーと同じように茹でて、サラダにしたり、炒め物などにして利用する。
細長い15センチメートル (cm) から30 cmの茎を持ち、80 cmの長さになる一年生または二年生の草本植物である。葉や若い茎、蕾、花はすべて食用となる。味はアスパラガスやブロッコリーのような甘みがある。
栄養素はビタミンCに富み、ビタミンAや食物繊維も多い。また、少量のカリウム、カルシウム、鉄を含有する。

### 品種登録
アブラナ科の蔬菜としては例外的に品種登録されたが、すでに期限切れとなっている。
サカタのタネが1991年に登録出願した品種である。育種開始は1987年であるため、4年間での出願はアブラナ科のF1品種の登録としては非常に短い。これは花粉培養による半数体育種を利用したことによる。蔬菜の新品種では葯培養による作出とされているが、岩手大学の高畑義人名誉教授の英文の総説によれば花粉培養による作出とされている。日本では当初は「クリエイト」の名称で流通を試みたが、品種登録出願後に名称修正の指摘があったため「スティックセニョール」として品種登録された。
2017年時点でも、ブロッコリーニの新品種の開発が進められている。

## 栽培
冷涼な気候の下で生産され、極端な環境での栽培には向かない。また、ブロッコリーに比べて寒さに弱く暑さに強い。作型は、晩冬に播種して晩春に収穫する「春まき」と、夏に播種して秋から冬に収穫する「夏まき」がある。連作障害を避けるため、輪作年限は2 - 3年とされる。
播種は腐葉土を入れた育苗ポットに種を2粒ずつまき、保温しながら本葉が3 - 4枚になるころまで苗を育てる。「春まき」は苗を大きめに育て、本葉6、7枚収で定植するのがよいとされる。あらかじめ堆肥などをすき込んだ畑に畝を作り、苗を移植してから50日から60日間生長させ、頂花蕾が大きくなった後で花蕾直下を摘芯し、その後に伸びる側枝を花蕾が開かないうちに収穫する。定植から10日後には、株間にぼかし肥や鶏糞などで追肥を行う。収穫方法は、側花蕾が出たとき、長さ20 cmくらいで切り取り、随時収穫する。収穫後は蕾が開かないよう0℃に冷やして保存する。
アオムシやヨトウムシなどの害虫がつきやすく、見つけたら捕殺する。特に春まき後の定植の際は、寒冷紗のトンネルで被っておけば予防できる。

### 生産

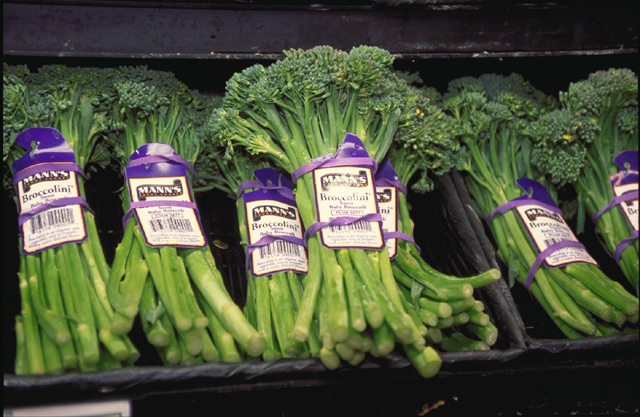
アメリカで販売されているスティックセニョール

日本国外では1994年にメキシコでSanbon社と提携し、アスパラガスのような外観から、Asparationの名称で商業生産を開始した。
1996年にはアメリカ合衆国でも販売されるようになり、1998年にはアメリカ・カリフォルニア州サリナスのMann Packing Company（2018年にフレッシュ・デルモンテ・プロデュースにより買収）と提携し、ブロッコリーニ (Broccolini) の名称で生産されるようになった。
アメリカ合衆国では、スティックセニョールは冬季はアリゾナ州のユマで、冬季以外の時期はカリフォルニア州セントラルコースト付近で生産される。

## 類似品種
同じサカタのタネが作出した類似品種で、花序の部分のみ紫色の「茎ブロッコリー 紫セニョーラ」もあり、加熱調理すると緑色になる。